# Drosophila subsaltans
Drosophila subsaltans är en tvåvingeart som beskrevs av Luiz Edmundo de Magalhaes 1956. Drosophila subsaltans ingår i släktet Drosophila och familjen daggflugor.
Artens utbredningsområde är Brasilien.